# Marc Basseng
Marc Basseng, né le 12 décembre 1978, est un pilote automobile allemand. Il participe au Championnat du monde FIA GT1 avant de s'engager dans le championnat WTCC depuis 2013 avec l'écurie ALL-INKL.COM Münnich Motorsport.
Il est aussi connu pour avoir réalisé plusieurs temps de référence pour le magazine Evo sur le Nürburgring (voir les Temps au tour sur le Nürburgring).

## Palmarès
- Vainqueur de la Clio Cup Allemagne en 2003
- Vainqueur des Mil Milhas Brasil dans la catégorie GT2 des Le Mans Series 2007
- Vainqueur de la catégorie G3 des 24 Heures de Spa en 2008
- Vainqueur des 24 Heures de Dubaï en 2009
- Vainqueur des 12 Heures de Bathurst en 2011
- Victoire aux 24 Heures du Nürburgring en 2012
- Champion du monde FIA GT1 en 2012
- 26 victoires en VLN Langstreckenmeisterschaft Nürburgring